# Jeanne Hébuterne

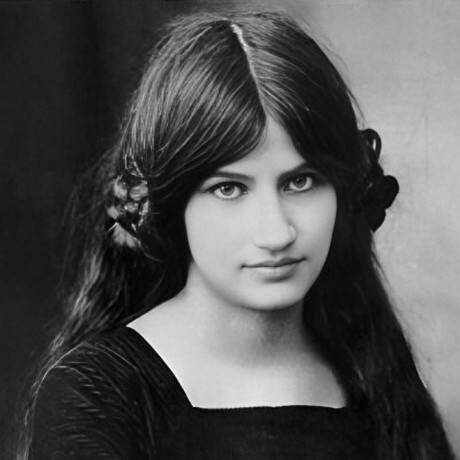
Jeanne Hébuterne (um 1914)

Jeanne Hébuterne (* 6. April 1898 in Meaux; † 26. Januar 1920 in Paris) war eine französische Malerin und Modell.

## Leben
Jeanne Hébuterne war die jüngste Tochter des Buchhalters Achille Casimir Hébuterne und seiner Ehefrau Eudoxie Anaïs Tellier. Wie bei ihrem älteren Bruder, André Hébuterne (1894–1992), entdeckten die Eltern früh das künstlerische Talent. Zusammen mit André bewohnte sie ein Zimmer im Pariser Stadtviertel Montparnasse und studierte Kunst an der privaten Académie Colarossi. Um etwas Geld zu ihrem Studium zu verdienen, stand sie anderen Künstlern Modell, darunter Tsuguharu Foujita. Der Schriftsteller Charles-Albert Cingria beschrieb Hébuterne als sanft, schüchtern, ruhig und mit einem gewissen Etwas.

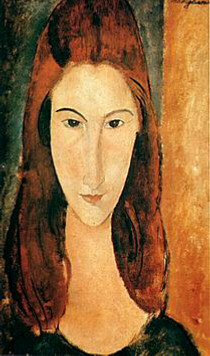
Modigliani: Jeanne Hébuterne (1918)

Im Jahre 1917 lernte die 19-jährige Studentin den 14 Jahre älteren Amedeo Modigliani (1884–1920) kennen und verliebte sich. Er beendete für sie die zweijährige Beziehung zu der englischen Dichterin und Kunstkritikerin Beatrice Hastings. Beide bezogen kurze Zeit später ein gemeinsames Atelier in der Rue de la Grande Chaumière. Eines der Bilder Modiglianis aus dem Jahr 1917 ist Jeanne Hebuterne au collier. Um den Bomben der Deutschen zu entgehen, zog Modigliani 1918 mit der schwangeren Hébuterne und deren Bruder nach Nizza und Cagnes-sur-Mer, wo sie über ein Jahr blieben und viele Freunde trafen und malten. Am 29. November 1918 brachte sie die gemeinsame Tochter zur Welt. Amedeo Modigliani anerkannte die Vaterschaft des Kindes, das den Vornamen der Mutter erhielt. Während ihres Aufenthaltes in Nizza und der näheren Umgebung besuchten sie häufig Pierre-Auguste Renoir, Pablo Picasso, Giorgio de Chirico und André Derain.

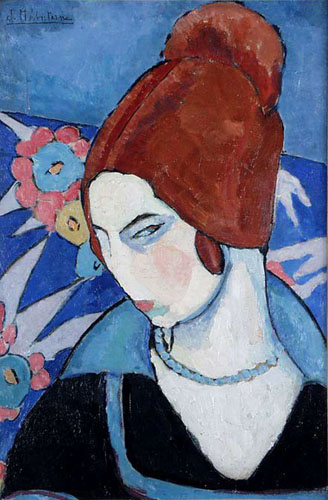
Jeanne Hébuterne: Selbstporträt (undatiert)

Nach ihrer Rückkehr in Paris im Mai 1919 war Jeanne Hébuterne erneut schwanger und Modigliani verlobte sich mit ihr. Die Familie Hébuterne war gegen die Beziehung, wohl weil Modigliani zu sehr dem Alkohol und Haschisch zusprach, und wollte nichts mehr von ihrer Tochter wissen.
In einem Schreiben aus dem Jahr 1919 bestätigte Modigliani sie als seine zukünftige Ehefrau und anerkannte die gemeinsame Tochter auch offiziell als sein Kind. Die Heiratsabsicht konnte er jedoch nicht mehr umsetzen, da er gegen Jahresende schwer an Tuberkulose erkrankte. Am 24. Januar 1920 starb er in der Charité in Paris an tuberkulöser Meningitis. Am übernächsten Tag starb die im achten Monat schwangere Hébuterne, indem sie aus dem fünften Stock eines Hauses sprang.
Modigliani wurde auf dem Friedhof Père-Lachaise (Division 96) beigesetzt. Hébuterne wurde später neben ihm begraben, nachdem ihre Familie den Widerstand dagegen aufgegeben hatte. Ihre Tochter Jeanne Modigliani, genannt Giovanna (1918–1984), wurde von Modiglianis Schwester Margherita in Florenz adoptiert.
Nachdem 1992 ihre Bilder in einem Keller gefunden worden waren, konnte Jeanne Hébuterne erstmals als eigenständige Künstlerin wahrgenommen werden.

## Film
- Liebe am Werk – Jeanne Hébuterne und Amedeo Modigliani. (OT: L'amour à l'œuvre – Jeanne Hébuterne et Amedeo Modigliani.) Dokumentarfilm, Frankreich 2018, 26:09 Min., Buch und Regie: Stéphanie Colaux und Delphine Deloget, Produktion: Bonne Compagnie, arte France, Reihe: Liebe am Werk (OT: L'amour à l'œuvre. Couples mythiques d’artistes), Erstsendung: 7. April 2019 bei arte, Inhaltsangabe von ARD.